# Cessaniti
Cessaniti es un municipio sito en el territorio de la provincia de Vibo Valentia, en Calabria (Italia).

## Demografía
| Gráfica de evolución demográfica de Cessaniti entre 1861 y 2001 |
|                                                                 |
| fuente ISTAT - elaboración gráfica a cargo de Wikipedia         |

- Datos: Q54701
- Multimedia: Cessaniti / Q54701

1. ↑  Worldpostalcodes.org, código postal n.º 89816.
2. ↑  «Codici Catastali». Comuni-italiani.it (en italiano). Consultado el 29 de abril de 2017.